# Анакопийская крепость
Анакопи́йская кре́пость (абх. Анаҟәаԥиа; груз. ანაკოფია) — оборонительное сооружение, расположенное в городе Новый Афон на Иверской горе, наиболее полно сохранившееся древнее укрепление Восточного Причерноморья.

## История
- В конце VII века при непосредственном участии византийцев, встревоженных вторжениями арабов, возведена основная линия стен.
- Во второй половине VII века, на вершине Иверской горы, греческими монахами возводится небольшой однонефный храм.
- VII—VIII вв. — на склоне горы построен второй храм.
- В 736—737 годах Мурван-ибн-Мухаммед с 60-тысячным войском арабов осадил крепость, где у абхазского эристава Леона (дядя будущего абхазского царя Леона II) укрылись картлийские цари Мир и Арчил. Обороняли Анакопию тысяча картлийскийх и две тысячи абхазских воинов. По словам грузинского летописца среди арабского войска началась эпидемическая болезнь желудка, унёсшая за несколько дней жизни 35 тысяч человек. Три тысячи арабов погибли во время штурма крепостных стен, но Анакопия так и не была взята. Запланированный Марваном поход в тыл Византии через Абхазию в обход Чёрного моря провалился.
- В 788 году арабский полководец Сулейман ибн Исам неудачно пытался осадить крепость западнее Анакопии и в итоге так и не пошёл на неё.
- В середине XI века выстроена 4-этажная главная Восточная башня как главный наблюдательный пункт и последний рубеж обороны местной знати.
- В XIV веке в Анакопии обосновались генуэзцы, которые построили в нагорной крепости четырёхэтажную дозорную башню, облицованную хорошо подогнанными гладкими камнями.
- В конце XIX века новоафонской монашеской братией построена выложенная камнем дорога, нагорная крепость окружена каменными террасами, построены здания часовен, гостиницы, станции канатной дороги.
- В 2008 году, к 15-летию Дня Победы в Отечественной войне Абхазии, завершилась реставрация Главной восточной башни, производимая Анакопийским Национальным заповедником.

## Технические параметры

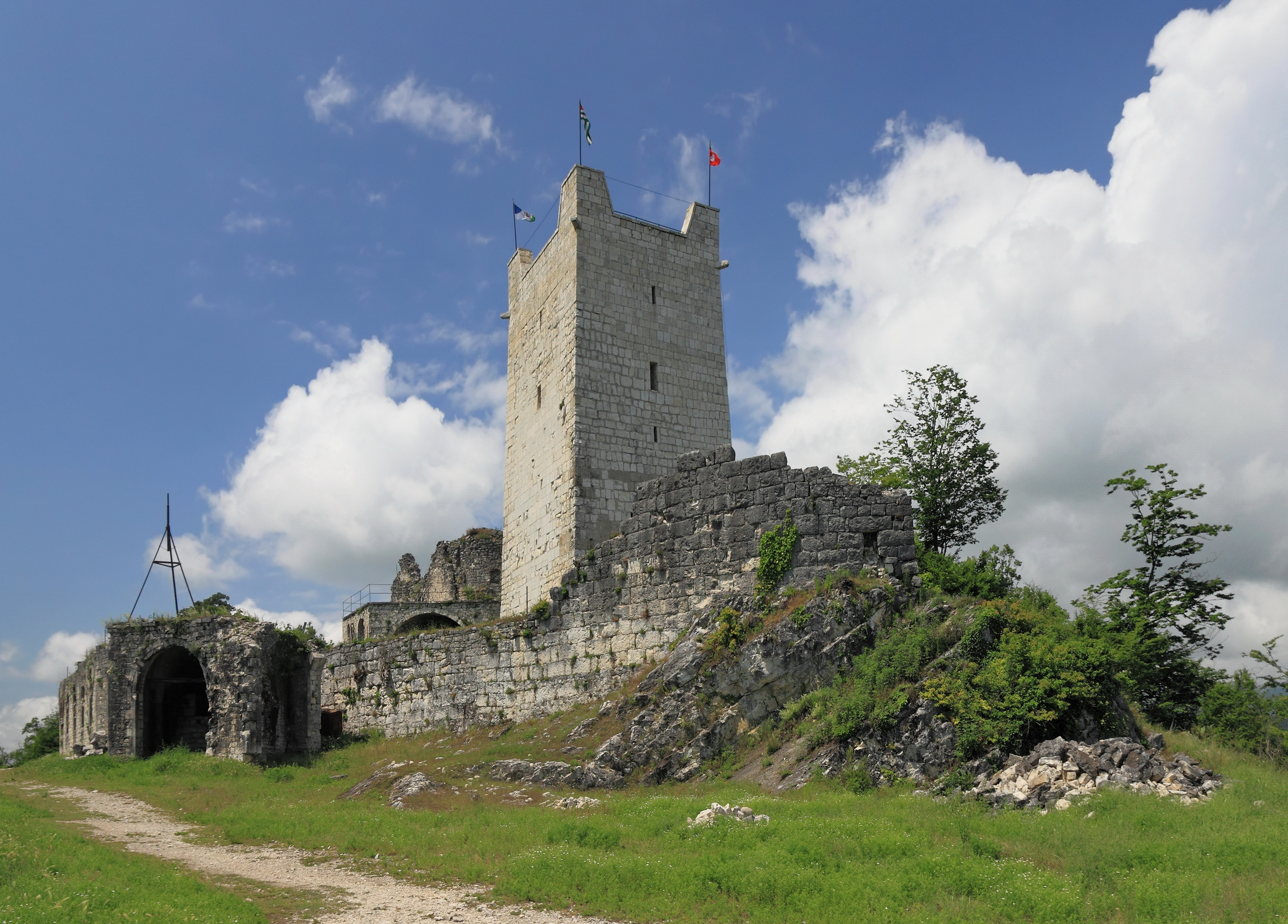
Крепость после реконструкции XXI века

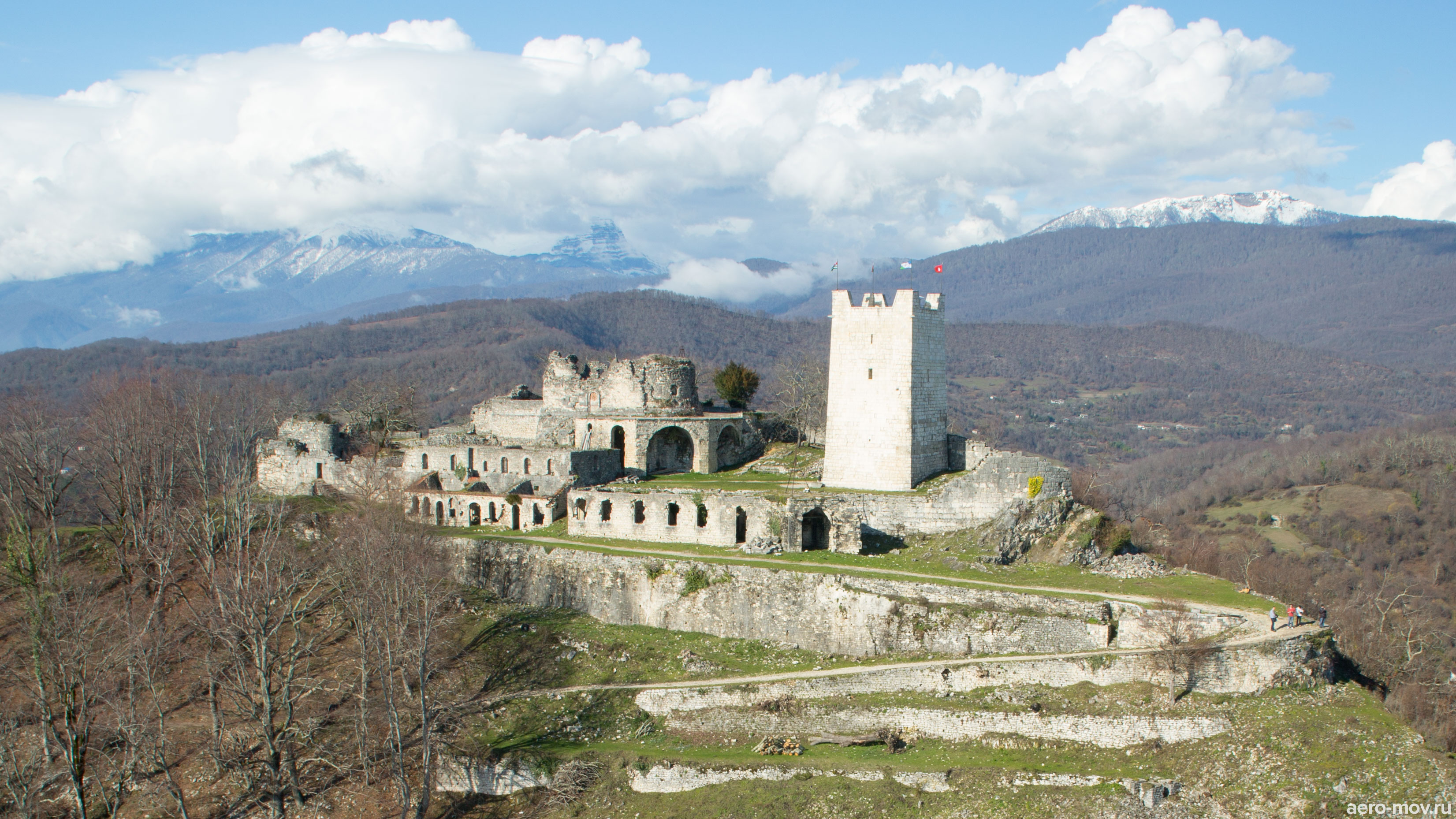
Анакопийская крепость с высоты птичьего полета, февраль 2016 года

- Занимаемая территория: 450×150 метров.
- Со стороны южного пологого склона стена укреплена семью башнями: квадратными в менее доступных местах и круглыми там, где к башням могли быть подведены стенобитные машины.
- Стены нагорной крепости возведены из крупных, хорошо обработанных блоков известняка. Крепостные ворота образованы тремя известняковыми монолитами и приподняты высоко над землей; в крепость можно было попасть только по приставной деревянной лестнице.
- Форма и расположение западной круглой башни, защищавшей подступы к главным крепостным воротам, позволяли вести из неё обстрел противника под углом почти в 290 градусов.
- В крепости, на вершине горы, находится искусственный неиссякаемый колодец глубиной 3,9 м, площадью 5×3,5 м, c полезным объёмом 68 м3[2], предположительно, сооруженный в древности строителями Анакопии.

## В культуре

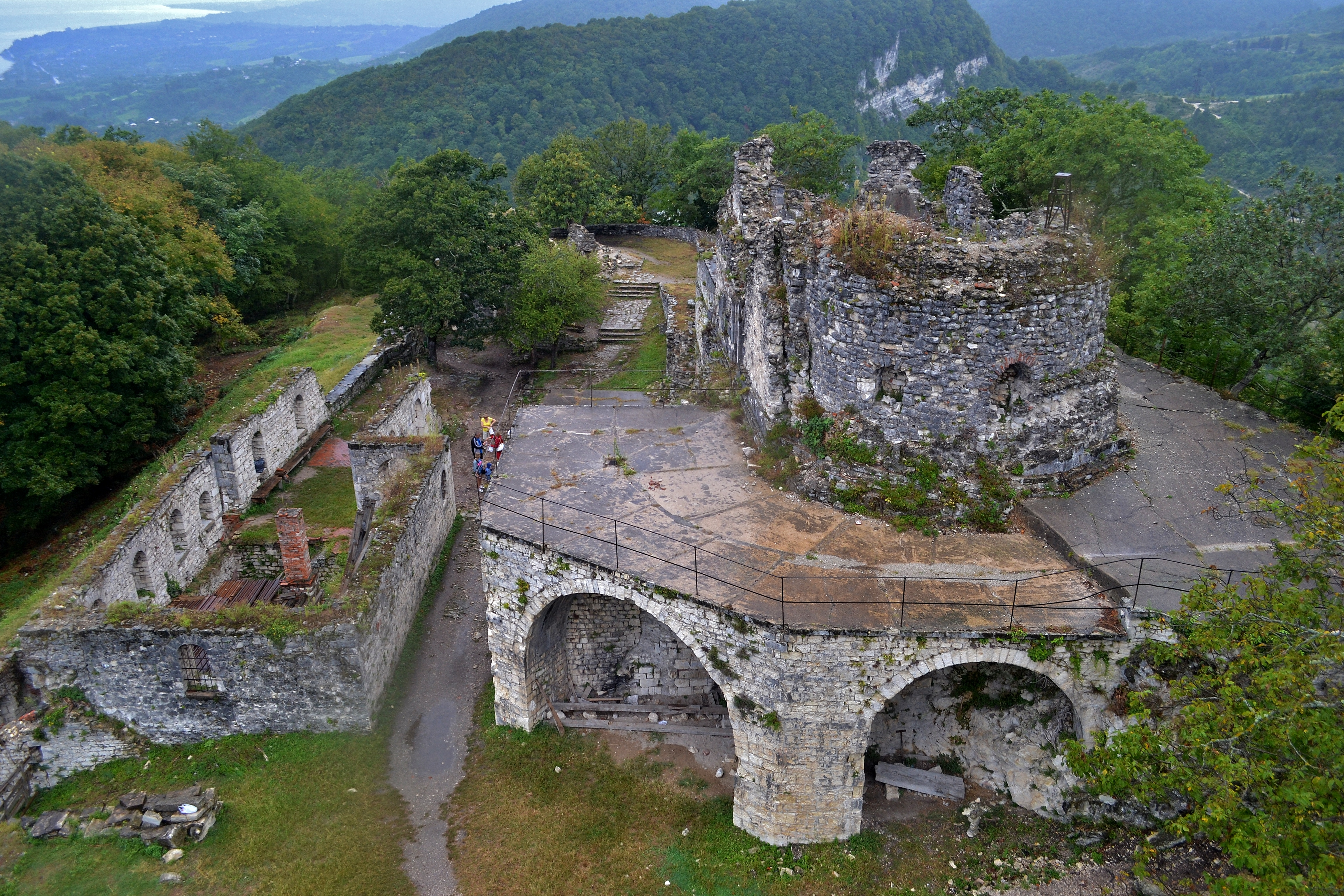
Анакопийская крепость изнутри

В исторической повести Романа Петрозашвили «У стен Анакопии» 30-тысячное войско арабов осаждает анакопийскую крепость, в которой вместе с абазгами укрывается грузинский правитель Мириан с семьёй. Мерван ибн-Мухаммед передаёт командование полководцу Сулейману ибн-Исаму, а сам отправляется к основному войску. Защитники крепости в ожесточённой схватке отбивают два штурма. Арабы переходят к осаде, но вскоре среди них начинается повальная эпидемия. Арабы отступают, христианское войско преследует их и разбивает наголову. Сулейману удаётся скрыться, а Мириан получает смертельное ранение.